# Mortsel
Mortsel és un municipi belga de la província d'Anvers a la regió de Flandes. Limita al nord-oest amb Anvers, al nord-est amb Borsbeek, a l'est amb Boechout, al sud-oest amb Edegem i al sud-est amb Hove.

## Evolució de la població

### Seglexix
| Any      | 1806  | 1816  | 1830  | 1846  | 1856  | 1866  | 1876  | 1880  | 1890  |
| -------- | ----- | ----- | ----- | ----- | ----- | ----- | ----- | ----- | ----- |
| Població | 1.128 | 1.044 | 1.347 | 1.526 | 1.455 | 1.488 | 1.903 | 2.144 | 2.911 |
|          |       |       |       |       |       |       |       |       |       |

### Segle XX (fins a 1976)
| Any      | 1900  | 1910  | 1920  | 1930   | 1947   | 1961   | 1970   | 1976   |  |
| -------- | ----- | ----- | ----- | ------ | ------ | ------ | ------ | ------ |  |
| Població | 3.463 | 5.760 | 7.866 | 13.557 | 16.445 | 25.731 | 28.012 | 27.470 |  |
|          |       |       |       |        |        |        |        |        |  |

### 1977 ençà
| Any       | 1977   | 1980   | 1985   | 1990   | 1995   | 2000   | 2005   | 2006   |
| --------- | ------ | ------ | ------ | ------ | ------ | ------ | ------ | ------ |
| Població  | 27.470 | 26.834 | 26.401 | 25.978 | 25.784 | 25.086 | 24.393 | 24.429 |
| Font: NIS |        |        |        |        |        |        |        |        |

## Personatges il·lustres
- Bart de Wever, polític flamenc.